# Leßnitz (Gemeinde Deutsch-Griffen)
Leßnitz ist eine Ortschaft in der Gemeinde Deutsch-Griffen im Bezirk St. Veit an der Glan in Kärnten. Die Ortschaft hat 37 Einwohner (Stand 1. Jänner 2025).

## Lage
Leßnitz liegt linksseitig im Gurktal, am Südostrand der Gemeinde Deutsch-Griffen, nahe der Mündung des Griffenbachs in die Gurk und der Gurktal Straße. Zur Ortschaft gehören die Höfe Lackner (früher Wasenmeister; Nr. 1), Lessnitzer (Nr. 2), Draschitzger (Nr. 3), Hochüscherer (Nr. 4), Farcher (Nr. 5) und Unterer Amaisbauer (Nr. 6) sowie einige Einfamilienhäuser. 

## Geschichte
1157 wird Losnize urkundlich erwähnt. Der Ortsname stammt aus dem Slawischen und bedeutet Auwaldbach.
Ab Gründung der politischen Gemeinden Mitte des 19. Jahrhunderts gehörte Leßnitz zur Gemeinde Deutsch-Griffen. Bei der Kärntner Gemeindestrukturreform von 1973 kam der Ort an die damals neu errichtete Gemeinde Weitensfeld-Flattnitz, seit deren Auflösung 1991 gehört die Ortschaft wieder zur Gemeinde Deutsch-Griffen.

## Bevölkerungsentwicklung
Für die Ortschaft ermittelte man folgende Einwohnerzahlen:
- 1869: 7 Häuser, 37 Einwohner[3]
- 1880: 7 Häuser, 40 Einwohner[4]
- 1890: 6 Häuser, 40 Einwohner[5]
- 1900: 6 Häuser, 45 Einwohner[6]
- 1910: 7 Häuser, 42 Einwohner[7]
- 1923: 6 Häuser, 34 Einwohner[8]
- 1934: 66 Einwohner[9]
- 1961: 8 Häuser, 59 Einwohner[10]
- 2001: 15 Gebäude (davon 12 mit Hauptwohnsitz) mit 21 Wohnungen und 15 Haushalten; 44 Einwohner und 16 Nebenwohnsitzfälle; 0 Arbeitsstätten, 9 land- und forstwirtschaftliche Betriebe[11]
- 2011: 15 Gebäude, 39 Einwohner, 17 Haushalte, 0 Arbeitsstätten[12]
- 2021: 14 Gebäude, 40 Einwohner, 18 Haushalte, 3 Arbeitsstätten[13]